# Novembers Doom
I Novembers Doom sono un gruppo musicale progressive death metal/Death-doom statunitense, formatosi nel 1989 a Chicago, Illinois. Il genere proposto dal gruppo è parzialmente comparabile al sound degli Opeth, dei Katatonia, dei Novembre e dei Daylight Dies. La voce del cantante alterna il growl a sprazzi di voce "pulita" tipici dello stile di Mikael Åkerfeldt, frontman degli Opeth.

## Storia

### Le origini
I Novembers Doom si formarono nel 1989, ma non emersero dalla scena undergorund fino al 1992. In quell'anno, l'etichetta italiana Regress Records decise di scritturare il gruppo, producendo il loro primo demo, intitolato For Every Leaf That Falls.
Il disco presentava una combinazione di sonorità oscure e disperate, tipiche della atmosfere doom metal. Due dei brani inseriti nel demo, sono stati poi riproposti nel primo LP del gruppo, intitolato, Amid It's Hallowed Mirth, prodotto nel 1994 dalla Regress Records e distribuito nel 1995 dalla Avantgarde Music.
Continuando l'esplorazione dei vari ambiti del metal, attraverso la sperimentazioni di sonorità e moods particolari, il gruppo decise di aprire le sue file ad una voce femminile, scelta che sfociò nella realizzazione di una compilation per la Pavement Music.
Nel 1997, i Novembers Doom incisero l'EP For Every Leaf that Falls. L'album fu ben recepito da pubblico e critica, portando il gruppo ad un buon riscontro in ambito internazionale.
Nel 1999 realizzarono il loro secondo LP, intitolato Of Sculptured Ivy and Stone Flowers, per la Martyr Music Group.
Nel maggio del 2000 la band di Chicago entrò nuovamente in studio per registrare il seguito di Of Sculptured Ivy and Stone Flowers; l'album fu intitolato The Knowing e rappresentò la naturale continuazione del precedente lavoro discografico.

### Il successo
Nell'ottobre del 2002, i Novembers Doom entrarono nuovamente in studio per cominciare a lavorare al loro secondo LP per la Dark Symphonies (il primo fu The Knowing). Questo quarto album si sarebbe intitolato To Welcome the Fade. Al disco collaborò anche Neil Kernon, produttore molto conosciuto nell'ambito della musica metal, vincitore di un grammy award è collaboratore di Hall & Oates, Kansas, Yes, Queensrÿche, Judas Priest e, più recentemente, di Nevermore e Cannibal Corpse. Il disco venne dichiarato "album numero uno del 2002" dalla rivista specializzata Metal Maniacs.
Nel 2004, il fortunato tour intrapreso in Nord America con i The Gathering permise al gruppo, di firmare un contratto con la The End Records. I Novembers Doom entrarono in studio l'autunno successivo, per registrare il loro quinto album, dal titolo The Pale Haunt Departure.
L'album vantò la collaborazione di uno staff di tutto rispetto, in particolare, la partecipazione del produttore e musicista Dan Swanö, conosciuto per aver collaborato con artisti e gruppi del calibro di Edge of Sanity, Bloodbath, Opeth, Novembre e molti altri.
Il disco uscì nel marzo del 2005 e fu promosso con un tour di supporto. La canzone "Autumn Reflection" è stata dedicata da Paul Kuhr, alla figlia Rhiannon Autumn.

### The Novella Reservoir
Nel febbraio del 2007 è stato pubblicato The Novella Reservoir. L'album contiene otto tracce e rappresenta una sorta di continuazione del precedente disco The Pale Haunt Departure.

## Formazione

### Attuale[3]
- Paul Kuhr - voce
- Vito Marchese - chitarra
- Joe Nunez - batteria
- Larry Roberts - chitarra
- Chris Djuricic - basso

### Ex componenti
- Brian Whitehead - basso
- Mary Bielich - basso
- Eric Burnley - chitarra
- Cathy Jo Hejna - voce
- Joe Hernandez - batteria
- Ron Holzner - basso
- Sasha Horn - batteria
- Abbas Jaffary - batteria
- Eric Kikke - chitarra
- Steve Nicholson - chitarra
- Mike Legros - basso

## Discografia

### Demo
- 1995 - Her Tears Drop

### Album in studio
- 1995 - Amid Its Hallowed Mirth
- 1999 - Of Sculptured Ivy and Stone Flowers
- 2000 - The Knowing
- 2002 - To Welcome the Fade
- 2005 - The Pale Haunt Departure
- 2007 - The Novella Reservoir
- 2009 - Into Night's Requiem Infernal
- 2011 - Aphotic
- 2014 - Bled White
- 2017 - Hamartia
- 2019 - Nephilim Grove

### EP
- 1997 - For Every Leaf that Falls

### Raccolte
- 2004 - Reflecting in Grey Dusk